# Christophe Beck
Jean-Christophe Beck (n. 30 de noviembre de 1971; Montreal, Quebec, Canadá) es un compositor canadiense de bandas sonoras para cine y televisión. Ganador del Premio Emmy. Ha compuesto la música para películas y series de televisión como Buffy the Vampire Slayer (1997), Cheaper by the Dozen (2003), Two for the Money (2005), The Sentinel (2006), Fred Claus (2007) o The Hangover y The Hangover Part II (2009, 2011).

## Biografía
Empezó a tomar clases de piano a la edad de cinco años y cuando tuvo once años empezó a aprender canciones de los Bee Gees de oído y las empezó a interpretar con su primera banda, desafortunadamente apodada "Chris and the Cupcakes". Durante el instituto estudió piano, saxofón y aprendió a tocar la batería, además escribió numerosas baladas románticas en la década de los años 80. Mientras estudiaba música en la Universidad de Yale escribió dos musicales con su hermano Jason, y escribió una ópera basada en la novela "The Tell-Tale Heart" de Edgar Allan Poe.
Cuando se graduó se mudó a la ciudad de Los Ángeles, donde estudió junto a Jerry Goldsmith. Tras una recomendación personal del jefe de departamento de la Universidad de California Beck obtuvo su primer trabajo como compositior para una serie de televisión canadiense. Tras numerosos trabajos recibió el Premio Emmy en 1998 por su composición musical para la serie Buffy the Vampire Slayer. En 2007 apareció en el documental titulado Finding Kraftland, para su agente Richard Kraft. Actualmente trabaja en su estudio de Santa Mónica en California, Estados Unidos.

## Filmografía parcial
Cine
| Año  | Película                                                    |
| ---- | ----------------------------------------------------------- |
| 1996 | Past Perfect                                                |
| 1997 | Crossworlds                                                 |
| 1997 | Killing Mr. Griffin                                         |
| 1997 | The Alarmist                                                |
| 1998 | Starstruck                                                  |
| 1998 | Bone Daddy                                                  |
| 1998 | Dog Park                                                    |
| 1999 | Guinevere                                                   |
| 1999 | Thick as Thieves                                            |
| 1999 | Coming Soon                                                 |
| 2000 | The Broken Hearts Club: A Romantic Comedy                   |
| 2000 | Bring It On                                                 |
| 2001 | Lightmaker                                                  |
| 2002 | Gordo mentiroso                                             |
| 2002 | El esmoquin                                                 |
| 2002 | Stealing Harvard                                            |
| 2002 | Slap Her... She's French                                    |
| 2003 | Recién casados                                              |
| 2003 | American Pie 3: ¡Menuda boda!                               |
| 2003 | Bajo el sol de la Toscana                                   |
| 2003 | Doce en casa                                                |
| 2004 | Garfield: la película                                       |
| 2005 | Elektra                                                     |
| 2005 | Apostando al límite                                         |
| 2005 | Míos, tuyos y nuestros                                      |
| 2006 | El centinela                                                |
| 2006 | Equipo Marshall                                             |
| 2006 | Garfield 2                                                  |
| 2006 | La Pantera Rosa                                             |
| 2007 | Hasta que el cura nos separe                                |
| 2007 | Fred Claus                                                  |
| 2008 | Algo pasa en Las Vegas                                      |
| 2009 | The Hangover                                                |
| 2009 | La Pantera Rosa 2                                           |
| 2009 | Loca obsesión                                               |
| 2009 | La noche de su vida                                         |
| 2010 | Hot Tub Time Machine                                        |
| 2010 | Percy Jackson y el ladrón del rayo                          |
| 2010 | Noche loca                                                  |
| 2010 | Salidos de cuentas                                          |
| 2010 | Burlesque                                                   |
| 2011 | The Hangover Part II                                        |
| 2011 | Crazy, Stupid, Love                                         |
| 2011 | Un golpe de altura                                          |
| 2011 | Los Muppets                                                 |
| 2012 | This Means War                                              |
| 2012 | The Watch                                                   |
| 2012 | Pitch Perfect                                               |
| 2012 | Paperman                                                    |
| 2012 | The Guilt Trip                                              |
| 2013 | The Hangover Part III                                       |
| 2013 | Runner Runner                                               |
| 2013 | Frozen: El reino del hielo                                  |
| 2014 | Endless Love                                                |
| 2014 | Red Army                                                    |
| 2014 | Al filo del mañana                                          |
| 2014 | Let's Be Cops                                               |
| 2014 | El tour de los Muppets                                      |
| 2014 | Alexander and the Terrible, Horrible, No Good, Very Bad Day |
| 2014 | Cake                                                        |
| 2015 | Hot Tub Time Machine 2                                      |
| 2015 | Frozen Fever                                                |
| 2015 | Get Hard                                                    |
| 2015 | Hot Pursuit                                                 |
| 2015 | Ant-Man                                                     |
| 2015 | The Peanuts Movie                                           |
| 2015 | Sisters                                                     |
| 2016 | Trolls                                                      |
| 2017 | Lou                                                         |
| 2017 | American Made                                               |
| 2017 | Olaf's Frozen Adventure                                     |
| 2018 | Anon                                                        |
| 2018 | Ant-Man and the Wasp                                        |
| 2018 | Gringo                                                      |
| 2018 | Holmes and Watson                                           |
| 2019 | The Beach Bum                                               |
| 2019 | Frozen 2                                                    |
| 2024 | Unfrosted                                                   |
| 2024 | Road House                                                  |
| 2024 | The Instigators                                             |

## Televisión
| Año       | Serie               |
| --------- | ------------------- |
| 1993      | White Fang          |
| 1996      | Two                 |
| 1997      | Spy Game            |
| 1999      | Angel               |
| 1999-2000 | The Practice        |
| 1997-2001 | Buffy, Cazavampiros |
| 2021      | Wandavision         |

## Premios
Premios Emmy
| Año  | Categoría                                | Programa                 | Resultado |
| ---- | ---------------------------------------- | ------------------------ | --------- |
| 2021 | Mejor composición musical en serie       | WandaVision              | Nominado  |
| 2002 | Mejor dirección musical                  | Buffy the Vampire Slayer | Nominado  |
| 1998 | Mejor composición musical para una serie | Buffy the Vampire Slayer | Ganador   |

World Soundtrack Awards
| Año  | Categoría                        | Programa    | Resultado |
| ---- | -------------------------------- | ----------- | --------- |
| 2021 | Compositor de televisión del año | WandaVision | Pendiente |